# King Kong (zanger)
King Kong, geboren als Dennis Anthony Thomas (26 maart 1962), is een reggae- en dancehall-zanger uit Kingston, Jamaica.

## Begin van zijn carrière
Zijn carrière begon al als klein kind op school, waar hij vaak moest zingen. Op zijn 13e verliet hij zijn school om zich meer op muziek te kunnen richten. Met twee van zijn broers vormde hij de groep The Black Invaders. Op een dag deden ze auditie voor de beroemde Derek Morgan, die op zoek was naar jonge talenten. Hij vond King Kong de beste en wilde hem als leadzanger, maar zijn twee broers waren jaloers en de groep viel uit elkaar. Dit was het begin van King Kongs solocarrière.

## Jaren 80
In 1982 bracht King Kong zijn eerste single uit: Pink Eye. Hierna raakte hij bevriend met Barley Johnson die hem liet kennismaken met King Tubby, die zijn belangrijkste producer zou worden. In 1985 en 1986 namen zij het album 'Legal We Legal' op en maakte King Kong nummers voor King Scorpio, Bunny Lee, Prince Jahsbo, Harry J, Errol Scorcher en vele anderen. Eind jaren 80 vertrok King Kong naar de Verenigde Staten en Canada waar hij terechtkwam bij het label Conscious Music. Hier nam hij het album He Was A Friend op.

## Jaren 90
In 1990 vertrok hij naar Londen en nam het album Call MR Madden op. Teksten van dit album werden gebruikt in het album The Score van The Fugees in het nummer 'Fu Gee La'.

## jaren 00
In november 2005 bracht King Kong zijn laatste album uit: Rumble Jumble Life. In december 2007 gebruikte Wyclef Jean King Kongs nummer 'Trouble Again' in het nummer 'Riot'. Tevens verhuisde King Kong in 2007 naar Ethiopië. In 2009 toerde King Kong door Europa.
- Gemeinsame Normdatei: 1113541563
- International Standard Name Identifier: 0000 0000 7106 3704
- MusicBrainz: 2a2dba29-7778-4fc8-a0ed-b2e1854ad2b5
- Virtual International Authority File: 312720611